# Hylocitrea
Hylocitrea (Hylocitrea bonensis) är en tätting, endemisk för bergsskogar på ön Sulawesi i Indonesien. Tidigare placerades den bland visslarna (Pachycephalidae), men genetiska studier visar att den istället utgör en helt utvecklingslinje nära sidensvansarna och förs nu till den egna familjen Hylocitreidae.

## Utseende och läte
Hylocitrea är en visslarlik, 14–15 cm lång tätting i dämpade färger. Ovansidan är mestadels dovt grön, medan undersidan är gråaktig med gulaktiga flanker och rostfärgade undre stjärttäckare. Ögonen är röda. Honan har olikt hanen streckad strupe, vitstreckat i sydväst och gulaktigt i norr. Ungfågeln har olivbrunt huvud och beigestrimmig olivgrön undersida. Sången består av mycket ljusa, kvittringa visslingar. Bland övriga läten hörs ljusa, trastlika "tsip" och nasala "jheeze".

## Systematik och utbredning
Traditionellt har hylocitrean placerats i familjen visslare (Pachycephalidae), därav sitt tidigare svenska namn sulawesivisslare. Genetiska studier har visat att den förvånande nog är närbesläktad med familjen sidensvansar (Bombycillidae), varför den ibland placerats i denna familj som en monotypisk underfamilj.
Hylocitrea delas in i två underarter med följande utbredning:
- H. b. bonensis – förekommer i bergsområden i norra, centrala och sydöstra Sulawesi.
- H. b. bonthaina – förekommer i bergsområdet Lompobattang på södra Sulawesi.

Sedan 2016 urskiljer Birdlife International och naturvårdsunionen IUCN bonthaina som den egna arten "sydlig hylocitrea".

## Ekologi
Fågeln förekommer i mossig bergsskog mellan 1.200 och 3.500 meter över havet, huvudsakligen 2000 meter. Mycket lite är känt on föda och inget om häckningsvanor. Den äter främst bär men också leddjur. Arten frekventerar de mellersta och lägre nivåerna i skogsmiljön och följer med andra arter i födosökningståg.

## Status och hot
Internationella naturvårdsunionen IUCN behandlar taxonen bonensis och  bonthaina som olika arter, varför de bedömer deras hotstatus separat, bonensis som livskraftig och bonthaina som starkt hotad.